# موآنالوی نوک‌کوچک
موآنالوی نوک‌کوچک (Ptaiochen pau)، که همچنین به عنوان موآنالوی سکندری شناخته می‌شود، گونه‌ای از موآنالو، یکی از گروه مرغابی‌های غازمانند منقرض‌شده، بی‌پرواز و بزرگ است که در جزایر هاوایی، اقیانوس آرام شمالی تکامل یافته است. در سال ۱۹۹۱ از مواد زیرفسیلی جمع‌آوری شده در سپتامبر ۱۹۸۲ توسط استورز اولسون، هلن جیمز و دیگران، از غار اوواهی در دامنه‌های جنوبی هالئاکالا، در جزیره مائوئی توصیف شد.